# ریاضیات قدیمه در جهان اسلام

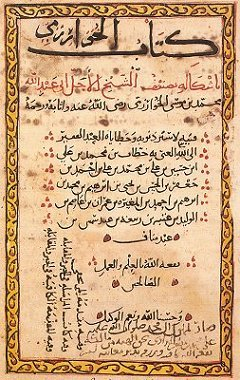
صفحه اول از کتاب‌المختصر فی حساب‌الجبر و المقابله نوشته محمد بن موسی خوارزمی

ریاضیات در دوران طلایی اسلام به دلیل نیاز به محاسبه اوقات شرعی و روش‌های تقسیم ارث و املاک آغاز شد. مسلمانان آثار علمی کشورهای دیگر چون یونان، مصر و هند را مطالعه و سپس به عربی ترجمه کردند. با خواندن این کتاب‌ها خودشان در علوم مختلف از جمله ریاضی صاحب نظر شدند و پیشرفت‌های چشمگیری را رهبری کردند و حوزه‌های بنیادینی به آن افزودند.
مسلمانان به‌طور خلاصه موارد ذیل را به ریاضیات باستانی افزودند:
- بیشتر علم محاسبه (در یونان باستان، تأکید در ریاضیات بیشتر بر هندسه بود)
- تکمیل فرمت عددنویسی ریاضی
- تکمیل سیستم ارزش‌گذاری مکانی اعداد
- تکمیل سیستم دهدهی
- تکمیل روش‌های چهار عمل اصلی و جذر بر روی کاغذ
- ابداع علم جبر
- علم مثلثات
- هندسه تحلیلی
- محاسبات عددی[۱]
- کسرها و مخرج مشترک
- چند جمله‌ای‌ها، توان، و کسرهای چند جمله‌ای، ریشه‌های چند جمله‌ای‌های درجه سه (خیام) و چهار (ابن هیثم)
- اعداد گنگ (ابوکامل). طبق نظرات جدید[۲]، بر خلاف افسانه‌های رایج، اعداد غیرگویا، در یونان باستان شناخته‌شده نبودند.
- استقرا در اثبات ریاضی (کرجی)
- الگوریتم
- مفهوم تابع در ریاضی (شرف‌الدین طوسی)
- صورت‌های ابتدایی از معادلات دیفرانسیل (معادلات کوشی-ریمان توسط ابن هیثم)

از آنجا که بسیاری از کتاب‌ها ترجمه نشده‌اند، و بسیاری نیز از مسان رفته‌اند، وسعت پیشرفت‌های این دوران، هنوز بر ما به‌طور کامل معلوم نیست، و جای تفحص بیشتری دارد.
رسیدن علم ریاضی به اروپا میان سده‌های ۱۰ تا ۱۲ میلادی حاصل کار دانشمندان ریاضی‌دان اسلامی بود.
ریاضیات سرزمینهای اسلامی، تنها واردات و ترجمه‌ای از ریاضیات یونان نبود. نه تنها ملهم از توسعهٔ هندسه در یونان باستان بود، بلکه از منبع عمده و مستقلی، یعنی ریاضیات سرزمین هند و مصر نیز بهره برد. حاصل این امتزاج و هم‌افزایی، ترکیبی از ریاضیات بود که هم هندسه و هم محاسبات و اعداد را پیوند داد، و جبر را اختراع کرد.
ریاضیات در یونان باستان اگرچه ارج بسیار داشت و پیشرفت‌های شگرفی کرد، اما بیشتر معطوف به هندسه و منطق و شکل‌های ابتدایی از نظریه اعداد بود، چرا که محروم از یک سیستم عدد نویسی مناسب و جبر بود. از زمان روم باستان نیز اقبال ریاضیات در اروپا رو به افول نهاد. اما از آن سو، در هند، پیشرفت‌هایی از جمله در عدد نویسی ایجاد شده بود، که خود، متأثر از تمدن چین هم بود. ریاضی‌دانان سرزمینهای اسلامی، با این امتزاج بین میراث ریاضییات هند، مصر، ایران، و یونان، پیشرفت‌ها و نوآوری‌های مهم و بنیادینی را رقم زدند و به پیش بردند.
ریاضیدان‌های اروپایی، از قبیل فیبوناچی که در سفرهای خود به شرق با ریاضیات سرزمین‌های اسلامی آشنا شد، دست‌آوردهای علم ریاضی که در سرزمینهای اسلامی توسعه یافته بود، و در اروپا (بعد از افول یونان باستان) دچار رکود شده بود، را به اروپا رساندند.

## جبر
جبر، به شیوه رسمی و مدون با محمد بن موسی خوارزمی یکی از دانشمندان دارالحکمه بغداد آغاز گردید. در آثار خوارزمی سنت‌های ریاضی در یونان، مصر و هند با هم ترکیب شده است.
خوارزمی جبر یونانی دیوفانتس را که به‌صورت هندسی و با اعداد صحیح بود به دانشی واقعی مشتمل بر اعداد صحیح و گنگ و انواع اندازه‌ها را شامل می‌شد تبدیل کرد
مهم‌ترین اثر خوارزمی، الجبر و المقابله است که از زبان عربی به زبان لاتین ترجمه شده و این کتاب تا سده ۱۶ میلادی در دانشگاه‌های اروپا به حیث کتاب نصاب بنیادی تدریس می‌گردید.
پس از خوارزمی، ابویوسف کندی به تکمیل جبر روی آورد. در عصر ترجمه، آثار آپولونیوس، نیکوماخوس و ارشمیدس به عربی ترجمه شد.
ابوالوفا بوزجانی، نخستین شارح کتاب خوارزمی بود، که به تکمیل مبحث معادلات پرداخت. ابن‌سینا، شرحی بر آثار دیوفانت نوشت. نصیرالدین طوسی، کتاب‌هایی در زمینه ریاضی تألیف نمود. عمر خیام تألیفات ریاضی مشتمل بر تحقیق در اصل موضوع اقلیدس و حساب و جبر دارد. غیاث‌الدین جمشید کاشانی، کاشف کسر اعشاری و محاسبات عددی بود که اندازه دقیق‌تری از عدد پی را به دست آورد. معروف‌ترین چهره ریاضی در سده دهم، بهاءالدین عاملی است. در نزد مسلمانان، ریاضیات به علم عدد، هندسه و جبر تقسیم می‌شده است.
ابو الوفاء، ثابت بن قره، فارابی، ابن بنای مراکشی، ابن حمزه مغربی، ابو کامل مصری و ابراهیم ابن سنان و… اکتشافات زیادی در علم ریاضی انجام دادند.
دانسته‌های این دوران رفته رفته راه خود را به ممالک غرب پیدا کردند و در شکل‌گیری رنسانس تأثیرات محسوسی گذاشتند. به‌طور نمونه، لئوناردو فیبوناچی را مسئول معرفی شیوه عددنویسی هندو-عربی منتج این دوران، و جایگزین کردن سیستم عددنویسی رومی در اروپا با این شیوه دانسته‌اند.
یا در باب اعداد کسری، محمدبن حصار را مبدع خط کسری دانسته‌اند، که در اروپا Vinculum نام گرفت.

## حل معادلات درجه سوم

روش هندسی عمرخیام برای حل معادله x^{3} + a^{2}x = b

عمرخیام معادله درجه سوم را از راه هندسی یعنی محل برخورد یک سهمی و یک دایره حل کرد. حالت خاصی از این روش را پیش از این یونانیان به‌کار برده بودند ولی روش عمرخیام عام بود. روش عمرخیام همچنین نخستین کار جدی هندسه تحلیلی به‌شمار می‌رود.
شرف الدین طوسی روش نوینی برای یافتن امکان وجود ریشه معادله درجه سوم ارائه کرد که خود حائض اهمیت است.